# Allan Wanga
Allan Wanga Wetende (Kisumu, 26 novembre 1985) è un calciatore keniota, attaccante del Kakamega Homeboyz.

## Palmarès

### Club

#### Competizioni nazionali
- Campionato keniota: 2

Tusker: 2006-2007, 2016
- Campionato angolano: 2

Petro Atlético: 2008, 2009
- Campionato sudanese: 1

Al-Merrikh: 2015
- Coppa d'Azerbaigian: 1

Baku: 2009-2010
- Coppa del Kenya: 3

Sofapaka: 2010
AFC Leopards: 2013
Tusker: 2016
- Coppa del Sudan: 2

Al-Merrikh: 2014, 2015